# 丸山美樹
丸山 美樹（まるやま みき、1984年1月19日 - ）は、東京都出身の元バスケットボール選手である。ポジションはフォワード。

## 来歴
東京成徳大高校1年よりインターハイ3年連続で出場。
卒業後は三菱電機に入社。同年、アジアヤングウーメン日本代表に選出。
2シーズン目に先発出場を果たし、主力として定着した。2007-08年シーズンからキャプテンを務めた。2012年引退。

## 経歴
- 東京成徳大高校 - 三菱電機（2002年〜2012年）

## 日本代表歴
- 2002アジアヤングウーメン選手権